# Бармен із «Золотого якоря»
«Бармен із „Золотого якоря“» (рос. «Бармен из „Золотого якоря“») — радянський художній фільм режисера  Віктора Живолуба. Детектив за сценарієм  Ярослава Філіппова. Знятий на кіностудії ім. М. Горького в 1986 році.

## Сюжет
Середина 1980-х років. Бармен портового ресторану «Золотий якір» підбирає і привласнює собі гаманець, загублений іноземним моряком в його машині, не підозрюючи, що в результаті виявиться втягнутим в сплановану іноземною розвідкою операцію.

## У ролях
- Євген Герасимов —  Микола Звєрєв, бармен в портовому ресторані
- Андрій Ростоцький —  Андрій Корецький
- Тетяна Догілєва —  Анна
- Наталія Вавілова —  Олена Звєрєва
- Альгіс Матульоніс —  Макс Паттерсон
- Юріс Леяскалнс —  Корнелій Хаузер
- Юрій Назаров —  полковник Кольцов
- Дмитро Матвєєв —  підполковник Ільїн
- Йосип Джачвліані —  Гіві
- Олег Шкловський —  Флеран
- Олег Лі —  стюард
- Кестусіс Геніс —  епізод
- Борис Бистров —  епізод
- Олексій Михайлов —  перший помічник капітана
- Паул Буткевич —  капітан іноземного судна
- Михайло Єзепов —  епізод
- Улдіс Вейспал —  епізод
- Ерменгельд Коновалов —  Джим
- Андрій Подош'ян —  Альварес Нуньйо
- Микола Тагін —  епізод

## Знімальна група
- Автор сценарію: Ярослав Філіппов
- Режисер:  Віктор Живолуб
- Оператори:  Сергій Онуфрієв,  Сергій Ткаченко
- Художник:  Фелікс Ростоцький
- Костюми: Інна Піменова, Берта Куратова
- Звукооператор:  Микола Шарий
- Музичне оформлення: Петро Кутьїн
- Редактор: Андрій Іванов
- Гример: Світлана Шарая
- Музичний редактор: Наталія Строєва
- Монтаж: Тетяна Малявіна
- Оператори:  Олександр Лисих, Віктор Ульянкін
- Консультанти: генерал-майор В. Назаров, підполковник Г. Прожеєв
- Ансамбль танцю «Ритми планети», художній керівник  Борис Санкін
- Директор: Інеса Каширська
- Композитори: Раймонд Паулс, Гедрюс Купрявічюс, Андрій Макаревич, Олексій Рибников